# Markýz de Sade (film)
Markýz de Sade (v originále Sade) je francouzský hraný film z roku 2000, který režíroval Benoît Jacquot podle knihy La terreur dans le boudoir Serge Bramlyho. Snímek měl premiéru ve Francii dne 23. srpna 2000.

## Děj
Film zachycuje několik měsíců, které markýz de Sade strávil během Teroru na soukromé klinice, od konce března 1794 až do pádu Robespierra, díky čemuž unikl gilotině. Na kliniku, kde tráví čas vězněná šlechta a snaží se uniknout z popraviště podplácením žalářníků, dorazí markýz de Sade, kterého předchází jeho pověst libertina a nemorálního spisovatele.
Nicméně díky své odvážné upřímnosti, často jízlivému humoru a gentlemanskému chování si dokáže získat úctu, ba i přátelství několika spoluvězňů, a zejména dcery vikomta z Lancris, Émilie.
Sade pravidelně přijímá návštěvy od své bývalé milenky Marie-Constance Quesnet, která žije s členem Konventu Étiennem Fournierem, blízkým Robespierrovi. Z lásky k Marie-Constance jí Fournier poskytuje glejt, který jí umožňuje Sada navštěvovat navzdory Robespierrovi. Teror se však stupňuje, poblíž je postaveno popraviště a v parku kliniky, kde se Sadovi podaří se svými přáteli předvést ostatním spoluvězňům představení, se kopou masové hroby pro těla popravených. Hrozba se blíží, ale Sadovi je to jedno. Fournier však, stále z lásky k Marie-Constance, zařídí, aby byl rozsudek smrti, který nad Sadem vynesl Fouquier-Tinville, odložen, aby měl čas na útěk. Před popravištěm ho zachrání pád Robespierra a po něm i Fourniera. Zároveň zachrání své spisy, které pečlivě ukryl ve svém pokoji.

## Obsazení
| Daniel Auteuil     | markýz de Sade          |
| Marianne Denicourt | Marie Constance Quesnet |
| Jean-Pierre Cassel | vikomt de Lancris       |
| Grégoire Colin     | Fournier                |
| Jeanne Balibarová  | Madame Santero          |
| Isild Le Besco     | Émilie de Lancris       |
| Jalil Lespert      | Augustin                |
| Philippe Duquesne  | Coignard                |
| Sylvie Testudová   | Renée de Sade           |
| Dominique Reymond  | Madame de Lancris       |
| François Levantal  | Latour                  |
| Daniel Martin      | Santero                 |
| Vincent Branchet   | rytíř de Coublier       |
| Raymond Gérôme     | Maussane                |
| Scali Delpeyrat    | Maximilien Robespierre  |

## Ocenění
- Lumières: nejlepší herec (Daniel Auteuil) a nejnadějnější herečka (Isild Le Besco)
- César: nominace v kategorii nejslibnější herečka (Isild Le Besco)